# Reggie Bagala
Reggie Paul Bagala (* 8. Juli 1965 in Cut Off, Lafourche Parish, Louisiana; † 9. April 2020 in Raceland, Lafourche Parish, Louisiana) war ein US-amerikanischer Politiker (Republikanische Partei). Er war zuletzt Abgeordneter im Repräsentantenhaus von Louisiana.

## Leben
Bagala besuchte die South Lafourche High School. Nach seinem Schulabschluss 1983 studierte er an der Louisiana State University und erhielt dort einen Bachelor of Science in Politikwissenschaft. Von 1989 bis 1992 betrieb Bagala ein eigenes Unternehmen für Politikberatung und zwischen 1992 und 2013 war er für verschiedene Kleinunternehmen in Louisiana in der Betriebsführung bzw. als Account-Manager tätig. 2014 wechselte er aus der Privatwirtschaft in den Öffentlichen Dienst. So war er von 2014 bis 2016 Direktor des Büro für Gemeinnützige Arbeit in der Verwaltung von Lafourche Parish, fungierte von 2016 bis 2017 als Lafourche Parish administrator und war ab 2017 interner Auditor des Lafourche Parish Council.
2019 wurde er für den 54. Distrikt in das Repräsentantenhaus von Louisiana gewählt. Am 3. Januar 2020 erfolgte sein Amtsantritt.
Während der COVID-19-Pandemie in den Vereinigten Staaten wurde er Ende März 2020 in das Ochsner St. Anne Hospital in Raceland eingeliefert. Dort starb er am 9. April an den Folgen einer SARS-CoV-2-Infektion. John Bel Edwards ordnete als Gouverneur von Louisiana am 10. April 2020 Trauerbeflaggung zum Gedenken an Bagala an.
Bagala war verheiratet und hatte einen Sohn.